# Brou
Brou je naselje in občina v srednjem francoskem departmaju Eure-et-Loir regije Center. Naselje je leta 2008 imelo 3.583 prebivalcev.

## Geografija
Kraj leži v pokrajini Perche ob reki Ozanne, 38 km jugozahodno od Chartresa.

## Uprava
Brou je sedež istoimenskega kantona, v katerega so poleg njegove vključene še občine Bullou, Dampierre-sous-Brou, Dangeau, Gohory, Mézières-au-Perche, Mottereau, Saint-Avit-les-Guespières, Unverre, Vieuvicq in Yèvres z 9.029 prebivalci.
Kanton Brou je sestavni del okrožja Châteaudun.

## Zanimivosti
- cerkev sv. Leobina, zgrajena v 12. stoletju, povečana v 15. in 16. stoletju.

## Pobratena mesta
- East Preston (Anglija, Združeno kraljestvo),
- Frankenberg (Hessen, Nemčija).